# شانون برك
شانون برك (بالإنجليزية: Shannon Burke)‏ (11 سبتمبر 1966، ويلميت في الولايات المتحدة)؛ كاتب سيناريو وروائي أمريكي.

## روابط خارجية
- شانون برك على موقع IMDb (الإنجليزية)